# Керьен
Керье́н (фр. Kerien, брет. Kerien-Boulvriag) — коммуна во Франции, находится в регионе Бретань. Департамент — Кот-д’Армор. Входит в состав кантона Каллак. Округ коммуны — Генган.
Код INSEE коммуны — 22088.

## География
Коммуна расположена приблизительно в 420 км к западу от Парижа, в 120 км западнее Ренна, в 36 км к юго-западу от Сен-Бриё.
Вдоль западной границы коммуны протекает река Ле-Блаве (фр. Le-Blavet), а вдоль южной — небольшая река Мулен-де-Лестоле (фр. Moulin-de-Lestolet).

## Население
Население коммуны на 2016 год составляло 262 человека.
| 1962 | 1968 | 1975 | 1982 | 1990 | 1999 | 2008 | 2016 |
| ---- | ---- | ---- | ---- | ---- | ---- | ---- | ---- |
| 566  | 499  | 453  | 342  | 287  | 218  | 275  | 262  |

## Администрация
| Период | Период | Фамилия       | Партия        | Примечания                     |
| ------ | ------ | ------------- | ------------- | ------------------------------ |
| 1995   | 2001   | Робер Жоржлен |               |                                |
| 2001   | 2008   | Робер Саван   |               |                                |
| 2008   | 2014   | Клод Саломон  | Разные правые | Агент по работе с пенсионерами |

## Экономика
В 2007 году среди 150 человек в трудоспособном возрасте (15—64 лет) 109 были экономически активными, 41 — неактивными (показатель активности — 72,7 %, в 1999 году было 73,9 %). Из 109 активных работали 100 человек (64 мужчины и 36 женщин), безработных было 9 (4 мужчины и 5 женщин). Среди 41 неактивных 8 человек были учениками или студентами, 18 — пенсионерами, 15 были неактивными по другим причинам.

## Достопримечательности
- Придорожное распятие в деревне Керлеган (XVI век). Исторический памятник с 1964 года[3]
- Церковь Сен-Пьер
- Часовня и фонтан Сен-Жан
- Феодальный мотт «Коскер Жеан»
- Менгиры «Коскер Жеан» и «Сен-Норган»

## Фотогалерея

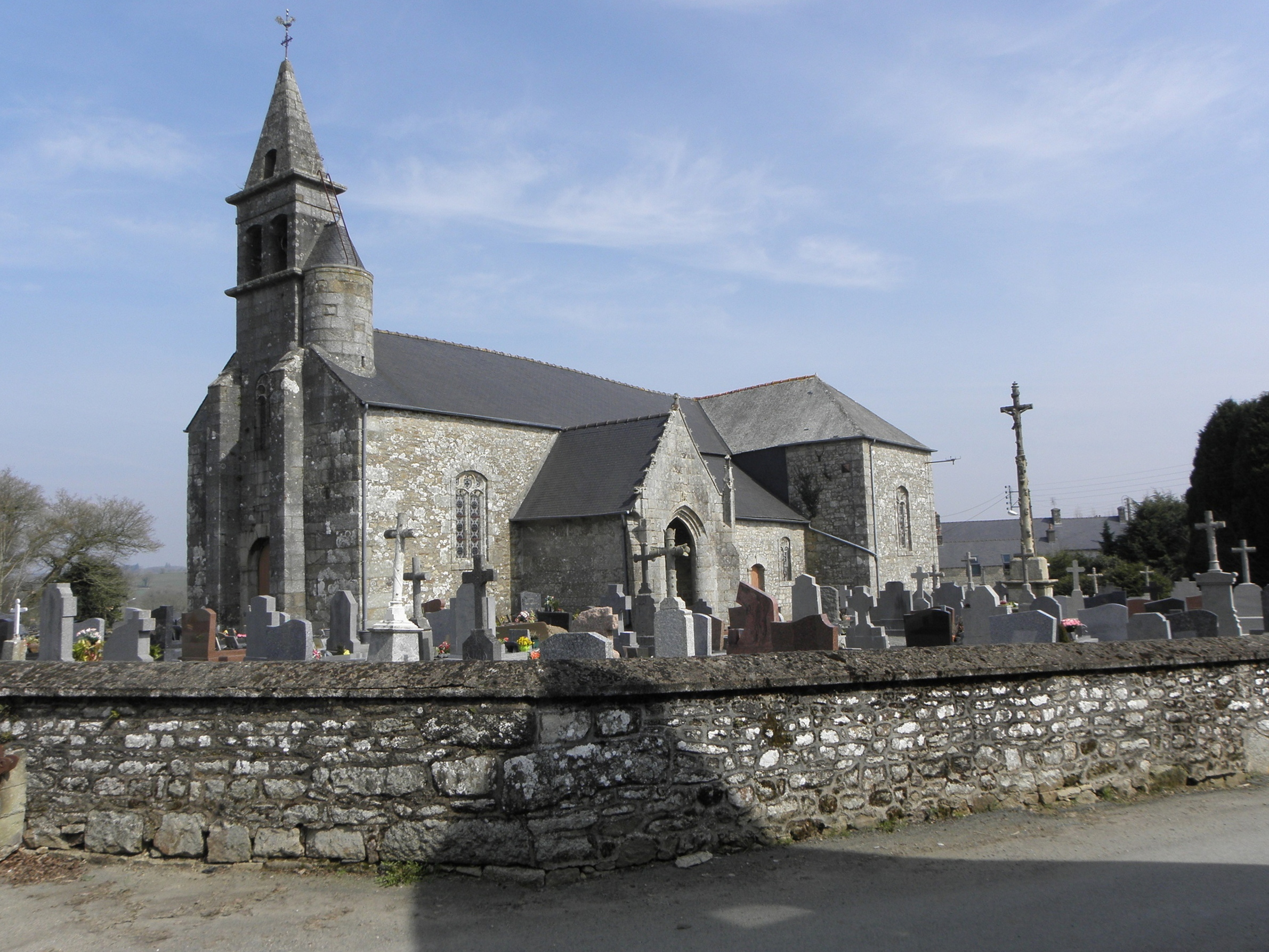
Церковь Сен-Пьер
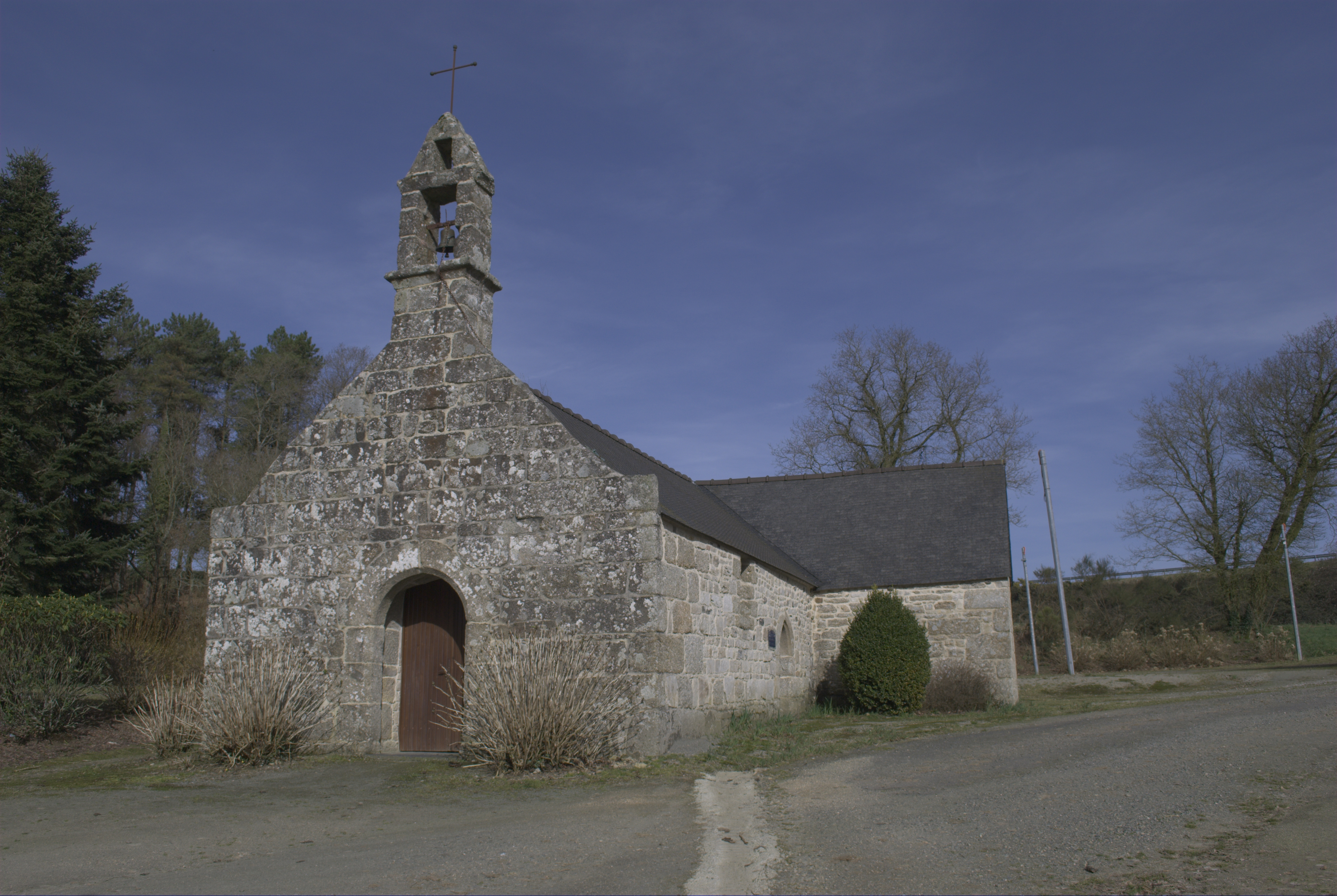
Часовня Сен-Жан
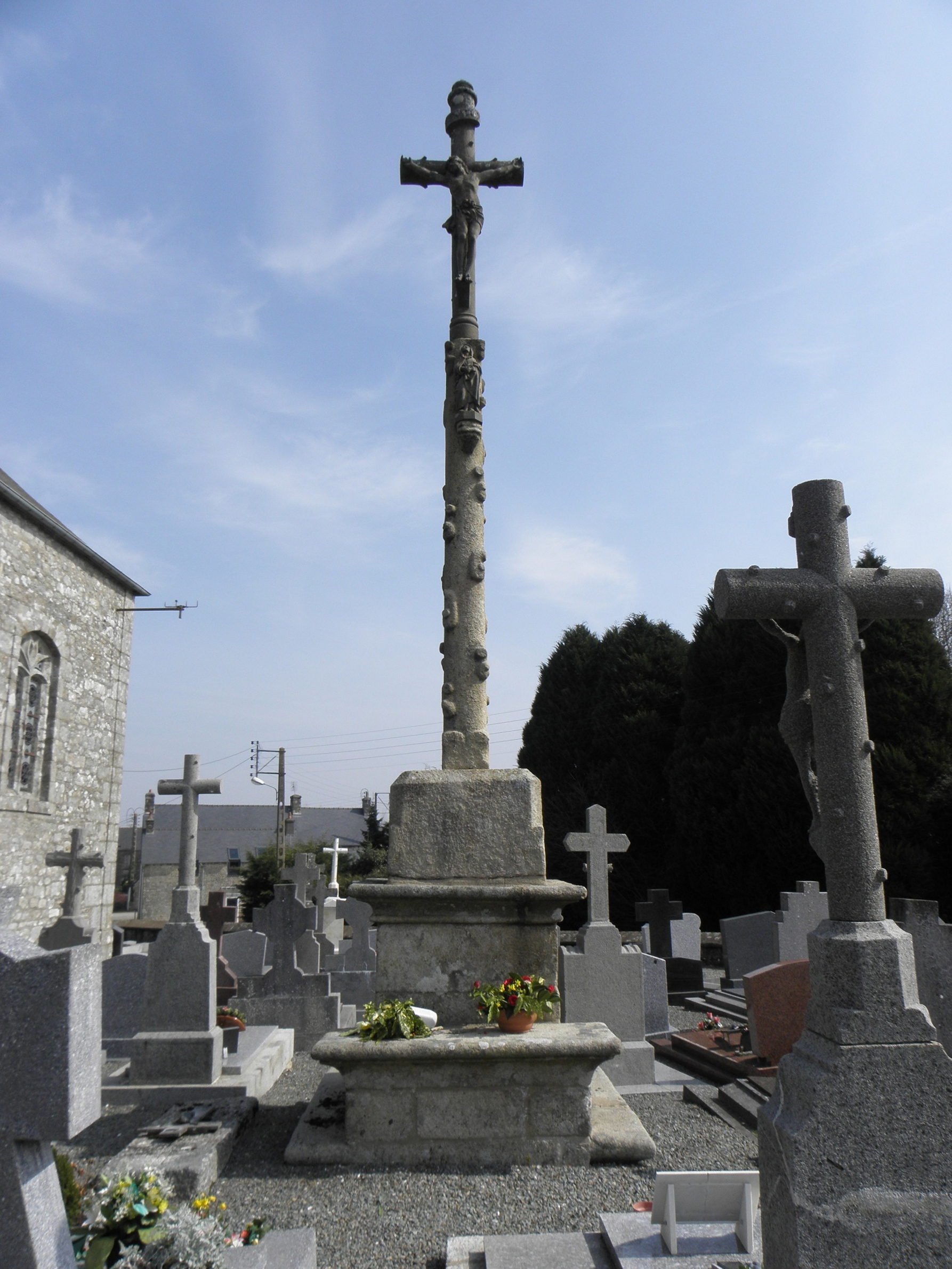
Крест на кладбище
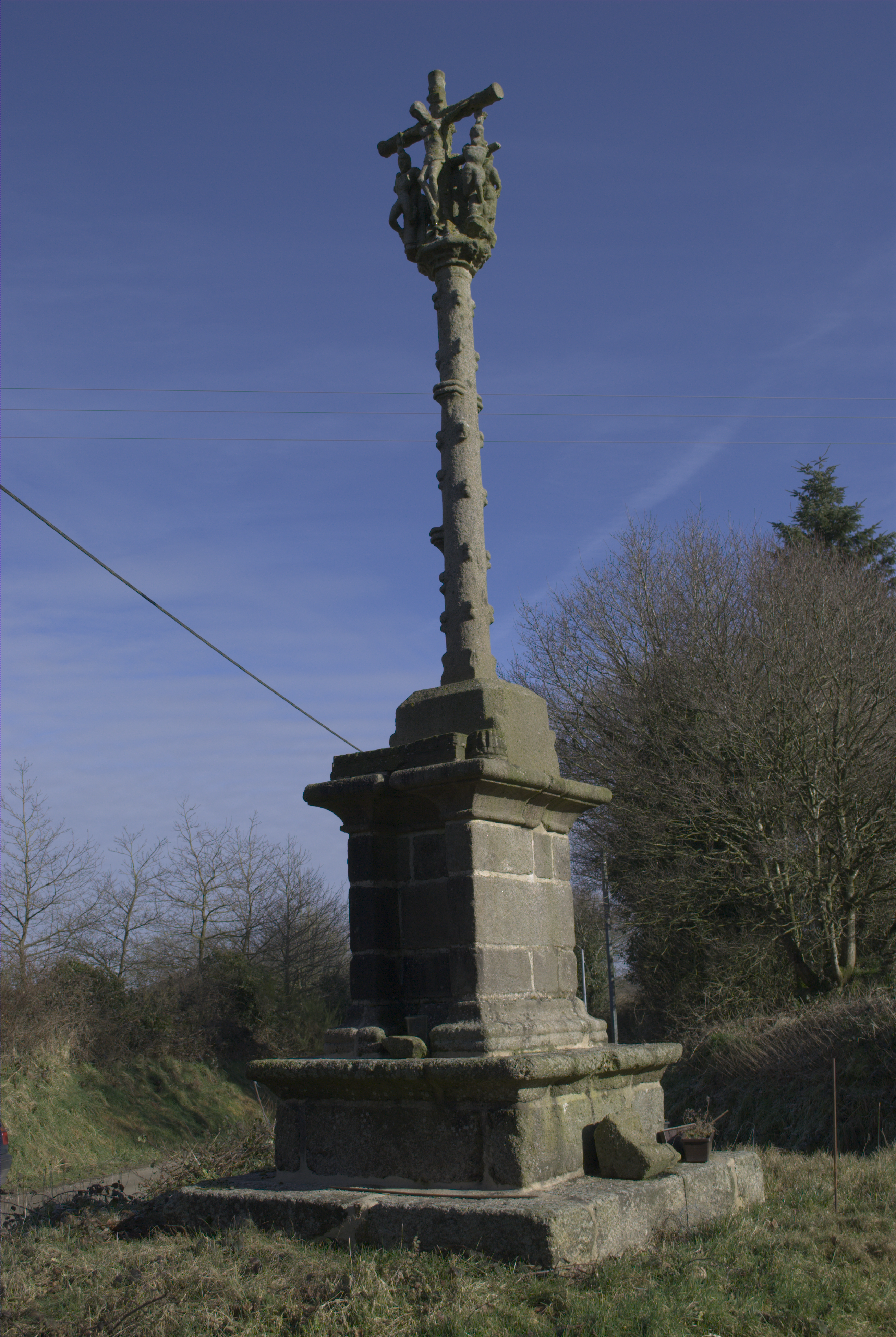
Придорожное распятие
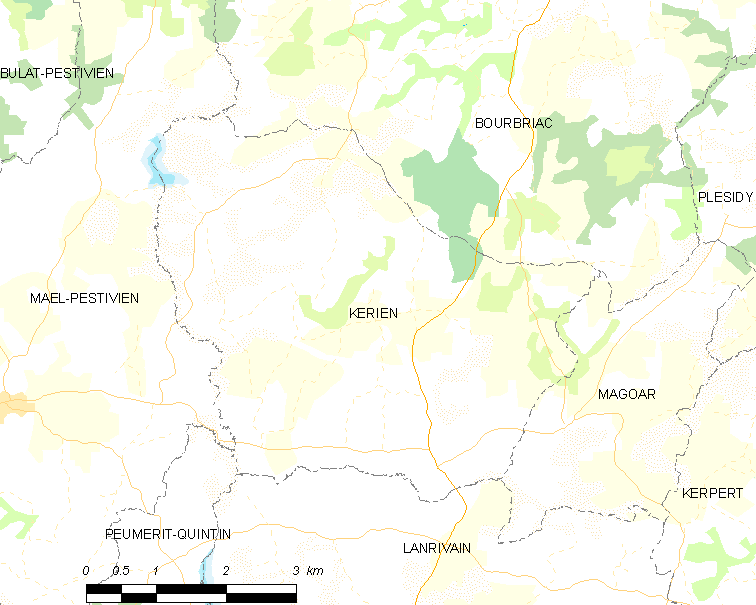
Карта коммуны